# نهر بروت

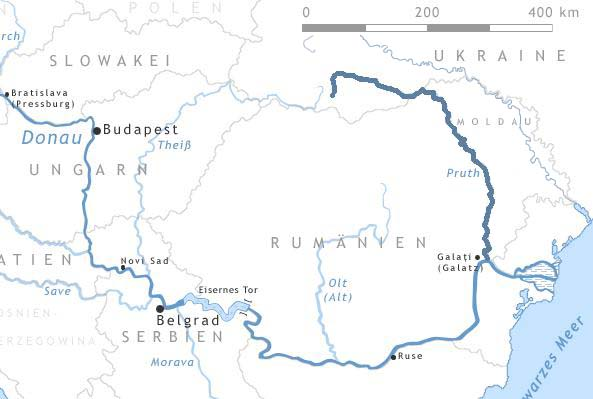
مسار النهر

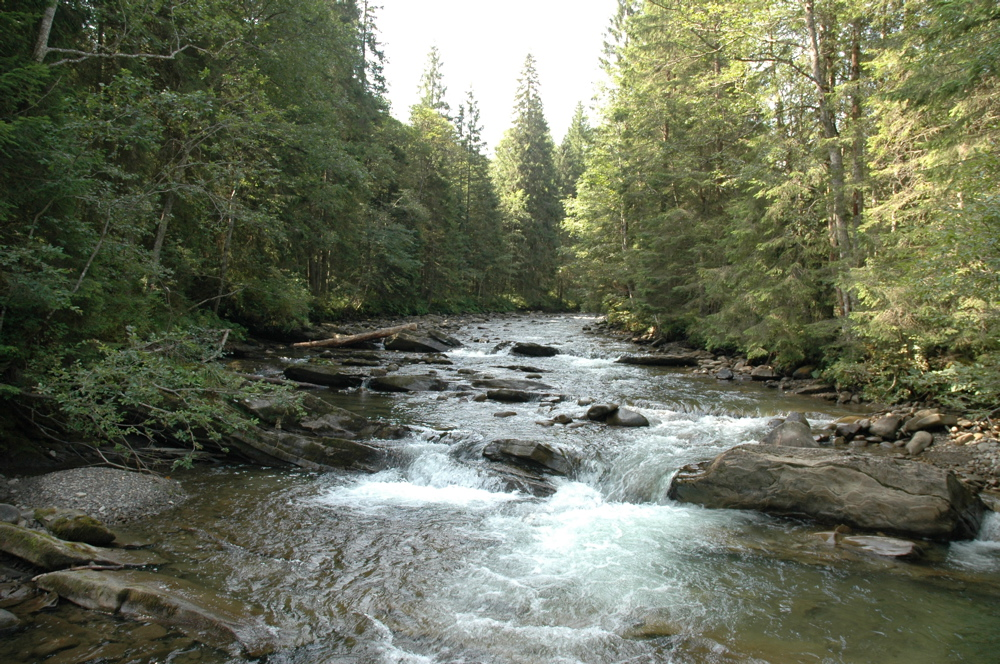
النهر قرب هوفرلا, أوكرانيا

نهر بروت (بالرومانية: Prut) يبلغ طوله 953 كم ويجري في شرق أوروبا. ينبع من المنحدرات الشرقية لجبل هوفرلا في سلسلة جبال كارابات في أوكرانيا. يجري النهر باتجاه الجنوب الشرقي ليصب في نهر الدانوب قرب ريني شرق غالاتس. بين عامي 1918 و 1940 كان يتبع في معظمه رومانيا الكبرى. أما اليوم فهو يشكل بطوله البالغ 695 الحدود بين رومانيا ومولدوفا. أكبر المدن الواقعة على ضفافه تشيرنوفتسي في أوكرانيا.